# 障礙超越

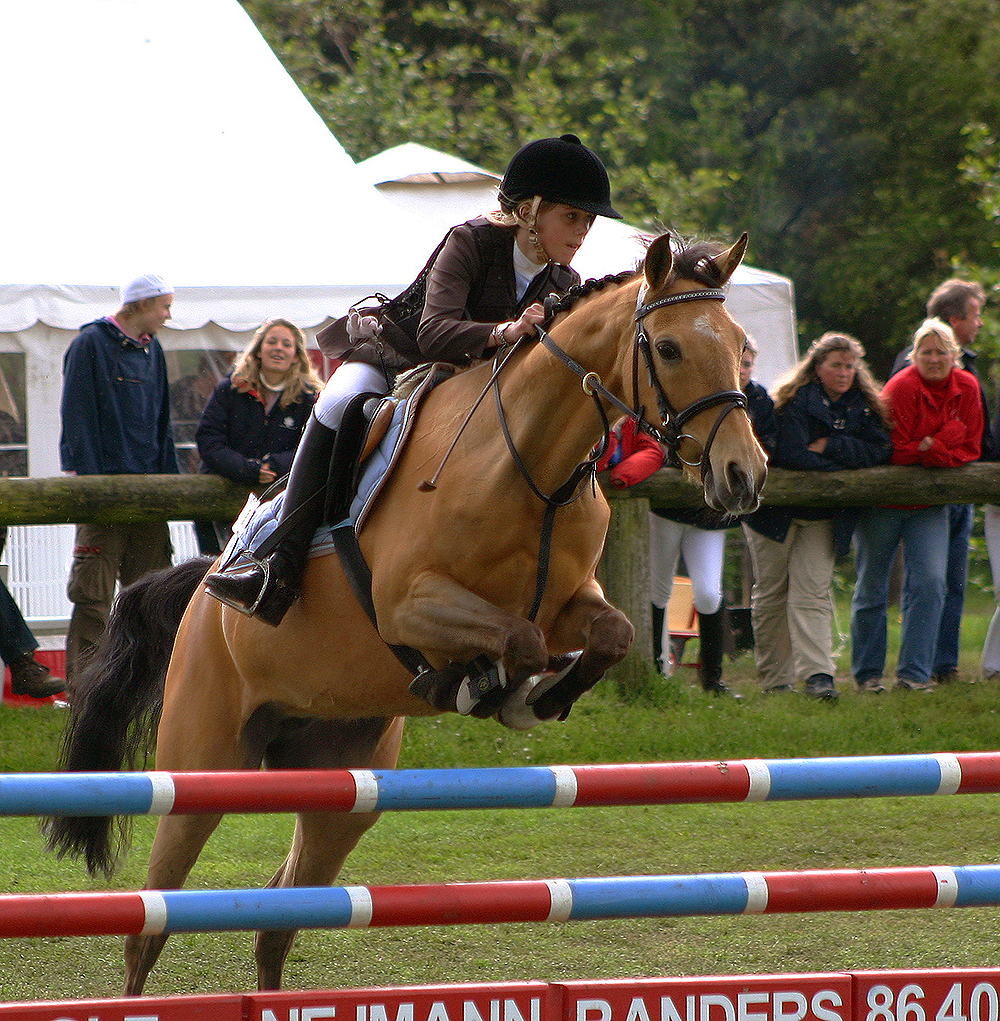

障礙超越是一項既刺激可觀、較容易為人所理解的馬術比賽項目，因此廣受觀眾與騎手歡迎。場地障礙賽為馬術三項賽中的其中一項，於1866年，巴黎舉行首屆格蘭披治障礙超越賽，於1900年則確認為奧運會項目。騎手和馬匹要求在35公尺乘60公尺、45公尺乘70公尺或70公尺乘90公尺的場地中，按規定路線，於90秒內順序跳過10至13個的障礙，包括垂直障礙、伸展障礙、水障、雙重組合障礙及三重組合障礙。通常比賽兩回合，以罰分方式進行，踢掉一道障礙物扣4分、馬匹第一次不服從指令扣4分、超時每秒扣一分，另外，馬匹第二次不服從指令則會被淘汰。最少罰分者為勝利，如果同分則需要進行決賽，決賽仍然同分則以時間快慢作勝負。

## 障礙形式
交叉障礙(Cross)
交叉障礙通常用於訓練或是比賽前的熱身，也常見於初學者或兒童的比賽。交叉障礙與單橫木障礙類似，只是橫杆是斜放，在中間交叉成〞X〞型。
單橫木障礙(Upright – aka verticals)
是最基本的障礙，由障碍架、长横杆构成的一道垂直于地面的障碍，没有延伸也没有宽度，所以也叫直立障碍。在比賽中，橫杆可以圖上顏色，橫杆下方或周圍也可以放置籬笆、花草、箱子、拖盤等裝飾，增加難度。單橫木障礙使用范围广，超高赛中也有应用。

### 雙重障礙（Oxer）
由兩道單一欄杆障礙組成，為三度空間、平行排放的兩道障礙，一般兩道距離約為三十至六十公分或是更大，其高度則視該場比賽之規定排放，相較單橫木障礙，在面對此障礙時，騎手必須較面對單一障礙時更加謹慎，因馬匹若無足夠的前進動力，容易因過造下降碰觸到欄杆而扣分。

### 三重障礙（Triple bars）
由三道單一欄桿障礙組成，為平行排放的三道障礙，並且由低至高排列，每到單一障礙高度差約為十公分，一般三道兩兩距離約為三十公分，總橫向障礙長度約為一公尺，其高度則視該場比賽之規定排放，通常用於較高級的比賽，比賽中可出現一次。在面對此障礙時，騎手必須較面對單一障礙時更加謹慎，因馬匹若無足夠的前進動力，容易因過早下降碰觸到欄桿而扣分，也有人稱為triple candy。

### 組合障礙
二道或多道障礙組合為一道組合障礙。組合障礙間距離一般為1~2步，可以包括單橫木障礙或是雙重障礙。組合障礙中每一道 障礙以a、b、c的順序編號。如果馬匹在組合障礙中任何一首拒跳都扣分，同時騎手必須重新跳全部的組合障礙。

### 水障（Water tray）
分为两种。
    一种是一个单纯的水池，不设置任何横杆，仅在起跳侧设置50厘米以下的高度来保证起跳。它更多是考验马的跳远能力。如果马匹在起跳或是落地瞬间碰到水，则与打杆一样被判为失误罚分。
    另一种水障是在水上设有障碍杆，或者说是在障碍下设有水池，这通常被称为“利物浦”（Liverpool）。

### 扇形障礙（Fan）
扇形障礙是三個或三個以上的橫杆，一邊在同一個架上，另一邊分開成扇形。扇形障礙從較窄的一邊跳過比較容易。

### 磚牆（Wall）
磚牆是以木板或塑膠板製成磚形一塊一塊組合成預定的高度。磚塊必須在馬踢到時不會受傷。如果馬踢掉磚塊就要扣分。騎手與馬匹跳磚牆都需要技巧與勇敢。

## 外部連結
- Fédération Equestre Internationale (FEI)
- United States Equestrian Federation （页面存档备份，存于）
- Alltech FEI World Equestrian Games
- British show jumping association （页面存档备份，存于）
- Show jumping association of Ireland
- Jump Off CN World Cup
- Jump Off: Big Ben Challenge
- Jump Off in a Grand Prix
- Four-bar Competition
- Grand Prix
- Derby course （页面存档备份，存于）